# Lubián
Lubián è un comune spagnolo di 355 abitanti situato nella comarca di Sanabria, provincia di Zamora, appartenente alla comunità autonoma di Castiglia e León.